# Slogans (película)
Slogans (en español, Lemas) es una película albano-francesa dirigida por Gjergj Xhuvani y con la participación de Artur Gorishti y Luiza Xhuvani.

## Sinopsis
El principal héroe de la película es Andrea (Artur Gorishti) un maestro que viene de Tirana a las pequeñas escuelas rurales durante el régimen de Enver Hoxha. Una de las tareas son (al igual que las de otros profesores) construir con los alumnos las consignas de la gran piedra en la parte superior de la ladera. El eslogan, ahora en manos de Diana (Luiza Xhuvani), la profesora de francés a la que Andrea le atrae, es asignado por la escuela en la cita de los líderes del partido. El eslogan es tratado con una seriedad mortal por parte de las autoridades, e igualmente absurdo es la preparación para la visita de un alto funcionario de la APP a la zona. El clima es intimidantemente evidente durante la audiencia.
La película hace alusión a la situación social de las personas con el mal de origen (ideológicamente). También pone en relieve a los albaneses en el régimen comunista.
La película se proyectó en 35 salas de cine en Francia. Durante 10 días apareció en Tirana y después en otras ciudades de Albania.

## Reparto
| Actriz/Actor    | Personaje/Rol        |
| --------------- | -------------------- |
| Artur Gorishti  | Andrea               |
| Luiza Xhuvani   | Diana                |
| Birçe Hasko     | Shoku Sabaf          |
| Niko Kanxheri   | Selman Tosku         |
| Robert Ndrenika | Lleshi               |
| Agim Qirjaqi    | Director del Colegio |
| Marko Bitraku   | Gjini                |
| Fadil Kujovska  | Pashku               |
| Rita Lati       | Lumja                |

## Trivia
- Slogans fue candidata en la selección de películas para la Versión Nº74 de los Premios de la Academia a la Mejor Película de Habla no Inglesa, pero no quedó seleccionada.

## Lugares de Filmación
- Albania

## Estreno

### Oficiales
| País    | Fecha                 |
| ------- | --------------------- |
| Francia | 31 de octubre de 2001 |
| Suecia  | 18 de octubre de 2002 |

### Festivales
| País            | Fecha                   | Festival/Evento                                              |
| --------------- | ----------------------- | ------------------------------------------------------------ |
| Francia         | Mayo de 2001            | Festival de Cine de Cannes                                   |
| República Checa | 11 de julio de 2001     | Festival de Cine de Karlovy Vary                             |
| Canadá          | 28 de agosto de 2001    | Festival de Cine de Montreal                                 |
| Polonia         | 14 de octubre de 2001   | Festival de Cine de Varsovia                                 |
| Alemania        | 22 de octubre de 2001   | Festival de Cine Francophone, Tuebingen                      |
| Japón           | 31 de octubre de 2001   | Festival Internacional de Cine de Tokio                      |
| Grecia          | 17 de noviembre de 2001 | Festival de Cine Internacional de Tesalónica                 |
| Reino Unido     | 15 de febrero de 2002   | Londres                                                      |
| República Checa | 8 de marzo de 2002      | Festival de Cine de la Unión Europea                         |
| Hong Kong       | 1 de abril de 2002      | Festival de Cine Internacional de Hong Kong                  |
| Argentina       | 24 de abril de 2002     | Festival de Cine Independiente Internacional de Buenos Aires |
| Estados Unidos  | 23 de marzo de 2003     | Festival de Cine Internacional de Cleveland                  |
| Hungría         | 25 de enero de 2006     | Desconocido                                                  |

## Premios

### Festival de Bratislavia
| Año  | Resultado | Premio     | Categoría/Destinatario(s) |
| ---- | --------- | ---------- | ------------------------- |
| 2001 | Nominado  | Grand Prix | Gjergj Xhuvani            |

### Festival de Cannes
| Año  | Resultado | Premio             | Categoría/Destinatario(s) |
| ---- | --------- | ------------------ | ------------------------- |
| 2001 | Ganador   | Award of the Youth | Gjergj Xhuvani            |

### Festival de Cottbus
| Año  | Resultado | Premio      | Categoría/Destinatario(s) |
| ---- | --------- | ----------- | ------------------------- |
| 2001 | Ganador   | Grand Prize | Gjergj Xhuvani            |

### Festival de Tokio
| Año  | Resultado        | Premio                                                     | Categoría/Destinatario(s)    |
| ---- | ---------------- | ---------------------------------------------------------- | ---------------------------- |
| 2001 | Ganadora Ganador | Premio Mejor Actriz Premio Mejor Director Grand Prix Tokio | Luiza Xhuvani Gjergj Xhuvani |